# Parizer
A parizer (más néven párizsi) a vörösáruk (felvágottak) közé tartozó, hőkezeléssel (is) tartósított húsipari termék. Hűtőben egy-két napig tárolható. Fagyasztani nem érdemes, mert magas víztartalma kiolvasztáskor távozik belőle, és állaga megroggyan. Az 1333/2008/EK európai parlamenti és európai tanácsi rendelet szerinti élelmiszer-kategória. Fogyasztható változatlanul vagy sütve-rántva.
A hasonló hústermékeket egyes külföldi országokban más és más néven ismerik (pl. olaszul mortadella (di Bologna), angolul bologna vagy boloney, Norvégiában lyoner, oroszul doktórszkaja kolbaszá, vagyis „doktorkolbász”).
A Magyar Élelmiszerkönyv  részletesen meghatározza a termék jellemzőit és minőségi minimumát. A termék neveként akár a parizer, akár a párizsi használható. Az utóbbi évtizedekben a német nyelv háttérbe szorulásával inkább a párizsi szót használják.[forrás?]

## A szó eredete
Maga a szó a  19. század második felében a német Pariser Wurst kifejezés (a. m. ’párizsi kolbász’) tükörfordításából rövidült le. A német szó tulajdonképpeni jelentése ’párizsi’; ennek hatására a magyar nyelvben a párizsi melléknévnek is kialakult ugyanez a jelentése.

## Meghatározása
A Magyar Élelmiszerkönyv szerint:

„Legalább 55 mm átmérőjű, természetes vagy műbélbe töltött húspépet (prádot) tartalmazó, főzéssel hőkezelt, füstöletlen, füstölt vagy füst ízesítésű, homogén metszéslapú termék. A jelölés szempontjából a hústartalom a késztermékre vonatkoztatva legalább 51%. A csontokról mechanikusan lefejtett hús mennyisége ezen felül a késztermékre vonatkoztatva legfeljebb 10%.”

## A kultúrában
Lázár Ervin egyik mesefigurájának, Bruckner Szigfridnek a kedvenc tápláléka.